# L'Aigua Juncosa
L'Aigua Juncosa és un jaciment arqueològic d'època paleolítica a cavall dels termes municipals de Granyena de les Garrigues i Torrebesses, a l'oest de la comarca (Les Garrigues), inclòs a l'Inventari del Patrimoni Arqueològic i Paleontològic de Catalunya.
L'Aigua Juncosa és un lloc pertanyent a la cultura mosteriana, anomenada així per les troballes de un tipus de peces de sílex diferents, de les que fins ara havien aparegut al Neolític i, per tant, es va arribar a la conclusió que era un jaciment del Paleolític mitjà. El jaciment es troba exactament a una terrassa, la més destacada, a la part baixa de la zona anomenada Vall Major, una riera que s'origina a prop de Juncosa desemboca al pantà d'Utxesa. Aquestes terrases són, realment, graveres que foren abancalades, i on hi ha presència de conreus d'ametller i olivers, típic de la zona.

## Les troballes
Al jaciment ha aparegut un centenar de peces de sílex mosterià, un sílex de gran qualitat i molt bona factura, generalment de color gris i sense pàtina. La dificultat de les recerques pels conreus i el tipus de terreny, com ja s'ha dit, de tipus graverós (amb gran quantitat de còdols naturals) i, malauradament, la dispersió dels artefactes des del jaciment és tan gran que fa que es trobin poques peces de sílex. Però el material aconseguit, després de moltes prospeccions, s'han pogut datar i classificar com mosterianes. Sobretot apareixen esclats, molts amb marques de pressió.